# Đường sắt Tiên Kiên – Bãi Bằng
Đường sắt Tiên Kiên – Bãi Bằng là một tuyến đường sắt chuyên dùng, có điểm đầu tại ga Tiên Kiên thuộc tuyến đường sắt Hà Nội – Lào Cai và điểm cuối tại công ty Giấy Bãi Bằng. Toàn tuyến có tổng chiều dài là 10 km. Vào tháng 5 năm 2016, tuyến đã ngừng hoạt động.